# Шатійон-ан-Діуа
Шатійо́н-ан-Діуа́ (фр. Châtillon-en-Diois) — муніципалітет у Франції, у регіоні Овернь-Рона-Альпи, департамент Дром. Населення — 650 осіб (01.01.2021).
Муніципалітет розташований на відстані близько 520 км на південний схід від Парижа, 130 км на південний схід від Ліона, 55 км на південний схід від Валанса.

## Історія
До 2015 року муніципалітет перебував у складі регіону Рона-Альпи. Від 1 січня 2016 року належить до нового об'єднаного регіону Овернь-Рона-Альпи.
1 січня 2019 року до Шатійон-ан-Діуа приєднали колишній муніципалітет Тресшеню-Креє.

## Демографія
Динаміка населення (INSEE ):
Розподіл населення за віком та статтю (2006):
| Стать | Всього | До 15 років | 15-24 | 25-44 | 45-64 | 65-85 | Понад 85 |
| --- | ------ | ----------- | ----- | ----- | ----- | ----- | -------- |
| Чоловіки | 264    | 48          | 16    | 60    | 72    | 64    | 4        |
| Жінки | 316    | 48          | 12    | 56    | 96    | 80    | 24       |
| \| Статево-вікова піраміда \| Статево-вікова піраміда \| Статево-вікова піраміда \| \| ----------------------- \| ----------------------- \| ----------------------- \| \| Чоловіки \| Вік \| Жінки \| \| 4 \| 85 + \| 24 \| \| 4 \| 80-84 \| 32 \| \| 8 \| 75-79 \| 12 \| \| 24 \| 70-74 \| 24 \| \| 28 \| 65-69 \| 12 \| \| 28 \| 60-64 \| 24 \| \| 12 \| 55-59 \| 28 \| \| 24 \| 50-54 \| 20 \| \| 8 \| 45-49 \| 24 \| \| 8 \| 40-44 \| 8 \| \| 20 \| 35-39 \| 12 \| \| 20 \| 30-34 \| 28 \| \| 12 \| 25-29 \| 8 \| \| 12 \| 20-24 \| 8 \| \| 4 \| 15-20 \| 4 \| \| 20 \| 10-14 \| 12 \| \| 8 \| 5-9 \| 24 \| \| 20 \| 0-4 \| 12 \| |        |             |       |       |       |       |          |
| Статево-вікова піраміда |        |             |       |       |       |       |          |
| Чоловіки | Вік    | Жінки       |       |       |       |       |          |
| 4 | 85 +   | 24          |       |       |       |       |          |
| 4 | 80-84  | 32          |       |       |       |       |          |
| 8 | 75-79  | 12          |       |       |       |       |          |
| 24 | 70-74  | 24          |       |       |       |       |          |
| 28 | 65-69  | 12          |       |       |       |       |          |
| 28 | 60-64  | 24          |       |       |       |       |          |
| 12 | 55-59  | 28          |       |       |       |       |          |
| 24 | 50-54  | 20          |       |       |       |       |          |
| 8 | 45-49  | 24          |       |       |       |       |          |
| 8 | 40-44  | 8           |       |       |       |       |          |
| 20 | 35-39  | 12          |       |       |       |       |          |
| 20 | 30-34  | 28          |       |       |       |       |          |
| 12 | 25-29  | 8           |       |       |       |       |          |
| 12 | 20-24  | 8           |       |       |       |       |          |
| 4 | 15-20  | 4           |       |       |       |       |          |
| 20 | 10-14  | 12          |       |       |       |       |          |
| 8 | 5-9    | 24          |       |       |       |       |          |
| 20 | 0-4    | 12          |       |       |       |       |          |

## Економіка
2010 року серед 315 осіб працездатного віку (15—64 років) 217 були активними, 98 — неактивними (показник активності 68,9%, у 1999 році було 66,2%). З 217 активних мешканців працювали 194 особи (101 чоловік та 93 жінки), безробітними було 23 (11 чоловіків та 12 жінок). Серед 98 неактивних 17 осіб було учнями чи студентами, 42 — пенсіонерами, 39 були неактивними з інших причин.

У 2010 році в муніципалітеті числилось 277 оподаткованих домогосподарств, у яких проживали 528,5 особи, медіана доходів виносила 15 156 євро на одного особоспоживача